# Automolis costalis
Automolis costalis är en fjärilsart som beskrevs av Sergius G. Kiriakoff 1973. Automolis costalis ingår i släktet Automolis och familjen björnspinnare. Inga underarter finns listade i Catalogue of Life.